# أسد الله لاجوردي
سيد أسد الله لاجوردي (الفارسية: اسدالله لاجوردی؛ 1935 – 23 آب 1998 م) كان سياسيًا إيرانيًا محافظًا ومدعيًا عامًا ومديرًا. كان أحد المسؤولين عن إعدام السجناء السياسيين الإيرانيين عام 1988 م، واغتالته منظمة مجاهدي خلق في 23 آب 1998 م.

## الحياة المبكرة والتعليم
وُلِد لاجوردي في طهران عام 1935 م. درس العلوم اللاهوتية قبل أن يعمل بائعًا في السوق.

## قبل الثورة الإسلامية في إيران
كان أحد مؤسسي هيئة التحالف الإسلامي، التي أصبحت فيما بعد حزب المؤتلفة الإسلامية. وقد سُجن عدة مرات من حكومة الشاه.

## الحياة المهنية
كان لاجوردي من أتباع آية الله كاشاني وفدائيو الإسلام. أُلقي القبض عليه وأُدين في ثلاث مناسبات بسبب أنشطته المسلحة. في عام 1964، قضى 18 شهرًا لمشاركته في اغتيال رئيس الوزراء الإيراني الراحل حسن علي منصور. وفي وقت لاحق من عام 1970، قضى ثلاث سنوات في سجن إيفين لمحاولته تفجير مكاتب شركة إل عال الإسرائيلية (الخطوط الجوية الإسرائيلية) في طهران أيام الشاه. وأخيرًا، أُلقي القبض عليه مرة أخرى وحُكم عليه بالسجن 18 عامًا، لكونه عضوًا في جماعة مجاهدي خلق الإيرانية المعارضة المسلحة. وكان من بين أولئك الذين زاروا آية الله الخميني في باريس عندما نُقل الأخير من المنفى في العراق إلى المنفى في فرنسا.

### مأمور سجن
في عام 1979 م، ومع اندلاع الثورة الإيرانية، عُيّن لاجوردي مدعيًا عامًا في طهران بناءً على توصية محمد بهشتي. وفي حزيران 1981 م، عُيّن لاجوردي مأمور سجن إضافي بعد اغتيال محمد كجويي، أول مأمور سجن إيفين بعد الثورة. ووفقًا لإرواند إبراهيميان، كان لاجوردي "يُحب أن يُنادى باسم الحاج آقا، وكان يتفاخر بفخره الشديد بإيفين لدرجة أنه جلب عائلته للعيش معه هناك". وقد أُقيل مؤقتًا من منصبه عام 1984 م. لكنه استمر في العيش في إيفين مع عائلته لتجنب الاغتيال.
وأكد لاجوردي أن الجمهورية الإسلامية حولت السجون إلى "مراكز إعادة تأهيل" و"مدارس أيديولوجية"، حيث درس السجناء الإسلام، وتعلموا أخطاء طرقهم، وتابوا قبل العودة إلى المجتمع. بصفته رئيس حراس سجن إيفين، السجن السياسي الرئيس في طهران، "تباهى لاجوردي بأن أكثر من 95 في المائة من "ضيوفه" يوافقون عليه في النهاية بـ"مقابلته" المسجلة بالفيديو التي يسعى جاهدًا إلى تحقيقها" أي الاعتراف بأخطائهم السياسية والثناء على الجمهورية الإسلامية وموظفي السجن.
لقّبت الصحف الغربية لاجوردي باسم "جزار سجن إيفين" ووصفته بالنرجسي والمتشدد الديني. ويُقدر عدد عمليات الإعدام التي حصلَت في عهده بحوالي 2500 حالة وفقًا لإحدى الروايات، التي لا تستند على مصدر صلب. وفي مذكراتها " صحوة إيران"، ذكرت الحائزة على جائزة نوبل للسلام شيرين عبادي أن ما يُقدر بـ 4000-5000 من أعضاء وأنصار منظمة مجاهدي خلق الإيرانية المسلحة (MKO) أُعدموا خلال فترة ثلاثة أشهر في عام 1988 مباشرةً عقب فشل تمرد "مرصاد" المُسلّح، الذي شنه مقاتلو منظمة مجاهدي خلق المتمركزون في العراق عقب نهاية الحرب الإيرانية العراقية. ووفقًا لعلي أكبر ناطق نوري، فإن علاقات لاجوردي الوثيقة ببعض أعضاء جماعة الفرقان المسجونين دفعتهم إلى "التوبة".

## الحياة المهنية المتأخرة
عُين لاجوردي وزيرًا للتجارة في حكومة رئيس الوزراء آنذاك محمد علي رجائي في 1 أيلول 1980 م.

## الوفاة
في 23 أغسطس/آب 1998، وفي الذكرى العاشرة للإعدامات الجماعية، قُتل لاجوردي برصاص أعضاء منظمة مجاهدي خلق الإيرانية. أطلق النشطاء النار من رشاش عوزي على لاجوردي وحارسه الشخصي (الذي قُتل أيضًا) في محل خياطة لاجيوردي بسوق طهران.

## روابط خارجية
- وسائط متعلقة بـ أسد الله لاجوردي في كومنز.

- صورة نادرة تُظهر سجناء مراهقين في الجمهورية الإسلامية يُغذّون على يد أسد الله لاجوردي (مع صورة)